# 石橋良三
石橋 良三（いしばし りょうぞう、1948年（昭和23年）1月2日 - 2019年（平成31年）1月22日）は、日本の政治家。
自由民主党所属の元広島県議会議員（7期）。広島県議会副議長（第103代）、文教委員長、建設委員長などを歴任。
息子は衆議院議員の石橋林太郎。

## 来歴
島根県浜田市出身。 日本歯科大学卒業後、広島市安佐南区で石橋歯科医院開業。
平成3年、広島県議会議員に初当選(広島市安佐南区選出)。 文教委員長、建設委員長などを歴任。当選7回。
自民党県議であったが亀井静香に近く、2005年の郵政解散の際には自民党が郵政民営化反対派に刺客を立てたことに抗議し第44回衆議院議員総選挙で広島3区から国政に出馬したが落選した。総選挙から2ヶ月後の11月に行われた自らの辞職に伴う補欠選挙で県議に復帰。
2013年7月から2014年6月まで第103代広島県議会副議長を務めた。
2015年の広島県議会議員選挙で地盤を息子の林太郎に譲り引退。2019年1月22日死去。

## 家族
息子は衆議院議員の石橋林太郎。